# گرگ آسمان
گرگ آسمان (به انگلیسی: Airwolf) یک سریال تلویزیونی آمریکایی است؛ که از سال ۱۹۸۴ تا سال ۱۹۸۶ از شبکه سی‌بی‌اس (شبکه) پخش می‌شد. این مجموعه شامل ۱۱ قسمت ۴۵ دقیقه‌ای است.
این سریال به کارگردانی آلن جی لوی و به بازیگری جان مایکل وینسنت، آلکس کرد، ارنست بور، جین بروس اسکات، دبورا پرت و کاترین هیکلند ساخته شد.

## داستان
استرینگ، خلبان بالگرد است که بعد از جنگ در یک شرکت تسلیحاتی مشغول به کار می‌شود. این شرکت بالگردی به نام گرگ آسمان ساخته است تا از آن برای مقاصد نظامی خود استفاده نماید. استرینگ این بالگرد را می‌دزدد و پنهان می‌کند تا برای کمک به مردم از آن استفاده کند. مقامات شرکت در صدد بازگرداندن گرگ آسمان هستند، اما استرلینگ برگرداندن آن را مشروط به پیدا شدن برادرش می‌کند که در جنگ ویتنام ناپدید شده است و ...